# جک رابینسون (موج‌سوار)
جک رابینسون (انگلیسی: Jack Robinson؛ زادهٔ ۲۷ دسامبر ۱۹۹۷) موج‌سوار اهل استرالیا است.